# 派佩德罗
派佩德罗是巴西米纳斯吉拉斯州的一个市镇。总面积785.106平方公里，总人口5979人，人口密度7.6人/平方公里。